# Idioma tati
El lenguaje tati o tat/tati pérsicoo tat es un lenguaje iranio hablado por los tats en Azerbaiyán y Rusia. De acuerdo a los etnólogos, es hablado por 18.000 personas en Azerbaiyán, 8.000 en Irán, y 2.300 en Rusia. Su forma de escritura está relacionada con el medio persa pahlavi. También hay un idioma judío llamado juhuri que se deriva del idioma tati.

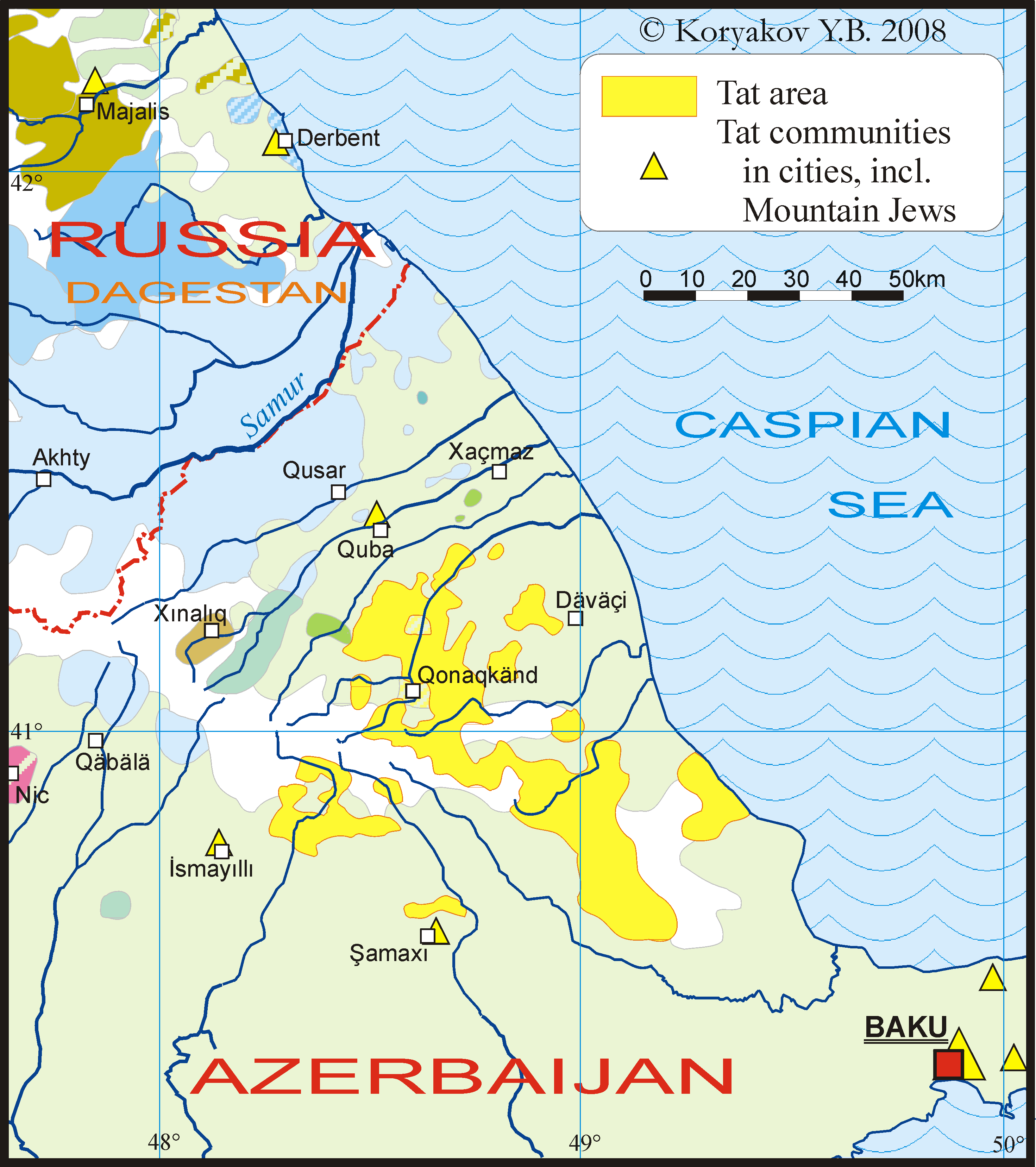
En amarillo área de la lengua tat

Vladimir Minorsky menciona en la primera edición de Encyclopaedia of Islam que al igual que la mayoría de los dialectos del persa, el tati no es muy regular en sus características, y ocupa un lugar entre el persa moderno y la lengua caspiana. Minorsky en su "The Great Russian Encyclopedia" de 1901 indica que en 1901 el número de personas que hablaban tati era de unos 135.000. En 1930, Minorsky estimó el número de personas que hablaban tati en Turquía en unos 90.000.
El tati está en peligro de extinción. El Atlas de los idiomas del mundo en peligro de la UNESCO lo clasifica como «gravemente amenazado».